# Sidney Luft
Sidney Luft (ur. 2 listopada 1915, zm. 15 września 2005) – postać amerykańskiego show-biznesu; trzeci mąż aktorki i piosenkarki Judy Garland.

## Wczesne lata
Urodził się jako Michael Sidney Luft w Nowym Jorku w rodzinie żydowskich imigrantów z Niemiec i Rosji. Jego rodzina przeprowadziła się do hrabstwa Westchester, gdzie dorastał.

## Kariera
Luft był amatorskim bokserem i barowym awanturnikiem; miał pseudonim: „Luft Jeden-cios” (ang. „One-Punch Luft”). Był pilotem Royal Canadian Air Force, a we wczesnych latach 40. był pilotem doświadczalnym w Douglas Aircraft Company.
Pierwszym zajęciem Lufta w Hollywood była posada sekretarza/menedżera tancerki Eleanor Powell. Kiedy jej kariera filmowa załamała się, Luft został menedżerem i mężem Lynn Bari, aktorki, której nigdy nie udało się uzyskać statusu gwiazdy.
Kiedy kariera Bari chyliła się ku końcowi, Luft spotkał Garland i został jej agentem, z powodzeniem pomagając wskrzesić jej karierę artystyczną. Wkrótce później rozwiódł się z Bari. Jest określany głównie jako producent filmowy, ale wyprodukował jedynie dwa drugorzędne filmy przed związkiem z Garland, jeden z nią w roli głównej, a później jeden, dokumentalny.
Jako menedżer żony, Luft wynegocjował z Warner Bros. umowę na produkcję filmowego come backu żony muzycznego, remake'u Narodzin gwiazdy. Imię i nazwisko Lufta wymieniono w czołówce jako producenta. Mimo że Garland otrzymała nominację do Oscara, wpływy z biletów okazały się niesatysfakcjonujące. Wytwórnia anulowała kontrakt z Luftami, który gwarantował Garland udział w dwóch kolejnych projektach Warnera, a Luftowi dawał posadę producenta.

## Życie prywatne
Był czterokrotnie żonaty:
- 28 listopada 1943 roku został mężem Lynn Bari. Mieli jedno dziecko, syna Johna. Rozwiedli się 26 grudnia 1950 roku.
- 8 czerwca 1952 roku ożenił się z Judy Garland. Mieli dwójkę dzieci, Lornę Luft (ur. 21 listopada 1952 roku w Santa Monica) i Josepha „Joey” Lufta (ur. 29 marca 1955 roku w Los Angeles). W 1963 roku zgodzili się na separację; rozwiedli się w 1965 roku[3]. Garland oskarżyła go o przemoc domową i alkoholizm[2].
- W 1970 roku 55-letni wówczas Luft ożenił się z osiemnastoletnią Patti Hemingway (brak pokrewieństwa z Ernestem Hemingwayem). Rozwiódł się z nią w 1971 roku.
- 20 marca 1993 roku jego czwartą żoną została Camille Keaton, wnuczka Bustera Keatona.

## Śmierć
Sidney Luft zmarł 15 września 2005 roku na zawał mięśnia sercowego; miał 89 lat. Nabożeństwo żałobne odbyło się w Riviera Country Club, na ulubionym polu golfowym Lufta, Garland, a także wielu innych osobistości ze świata filmu i telewizji.

## Filmografia
Producent:
- Kilroy Was Here (1947)
- French Leave (1948)
- General Electric Theater (TV) (odcinek: Judy Garland Musical Special)
- Narodziny gwiazdy (1954)
- Ford Star Jubilee (TV) (odcinek: The Judy Garland Special)
- Judy Garland's Hollywood (1997)